# 極道の花嫁
極道の花嫁（ごくどうのはなよめ）はGALACTICAから2011年1月28日に発売されたアダルトゲーム。

## 解説
GALACTICAのデビュー作となる本作は、ヤクザの世界を舞台に、個性的な極道の娘たちが主人公を巡って火花を散らすラブコメディとなっている。
萌えAPPよりAndroid版（全年齢対象・ボイスなし）が配信されている。

## ストーリー
かつて暴力団・極党院組は絶大な勢力を誇っていた。
だが、時がたち組の力は衰え、地方都市・深作町で銭湯を営む平凡な一般市民に成り下がっていた。
ある日、極党院家の嗣子である極堂院悠一のもとに、一人の少女が足を運んだ。
その少女は、極党院家の分家にあたる羽二重家の者を名乗り、本家たる極党院家の復興を目指していることを告げた。
その日から、彼の運命は大きく変わっていった。

## 登場人物

### 極堂院組
表向きは「きわみ湯」という銭湯を経営しているが、女湯の改装のため現在は休業中である。
極堂院 悠一（ごくどういん ゆういち）
本作の主人公である男。極堂院家の次期当主である。
いままではごく普通に暮らしてきた。
自分の大切なものを守るためなら敵に立ち向かう精神力もある。
極堂院朱鷺子（ごくどういん ときこ）
声：海原エレナ
悠一の義姉である女性。無口だが、弟思いの人物。
実質的に組を取り仕切っている。
ジョンソン・G
声：ディック・ランボー
悠一の父親で一応は今の極堂院組の当主である男。 現在は主にサラリーマンをしている。
いつも新聞が顔を隠しているが、素顔も確認出来る。

### 羽二重組
極堂院家分家。
羽二重 楊柳（はぶたえ ようりゅう）
声：波動拳
朝緋の祖父であり、羽二重組の組長である老人の男。
羽二重 朝緋（はぶたえ あさひ）
声：一ノ宮葵
楊柳の娘。心優しくありつつも、ヤクザとしての情熱を持っている。
格好は、髪は長髪で、髪の後ろに髪飾りを付けており、服装は花の模様がたくさんついた赤色の着物を着用し、足には白い足袋を履いており、履物は赤色の緒と黒系の色の靴底の草履を履いている。
戦闘の時は髪の色が変化する。

### カルディナーレファミリー
イタリアのマフィアにして、極堂院家の遠縁。家紋はフォークで掬い上げられた葡萄。
ジャンカルロ・カルディナーレ
声：寺井智之
カルディナーレ・ファミリーのドンでフランチェスカの父親。本家復興のために実子フランチェスカを護衛役として日本に送った。
ファミリーと絆を大事にする。
フランチェスカ・カルディナーレ
声：冬宮メア
ジャンガルロの娘で、よくサングラスをかけている。忠誠心が高いが、真面目過ぎてから回ることもある。
ルキアーノ
声：宮田正宗
ジャンガルロの補佐をする背の高い男。

### 蘇芳院財閥
極堂院家の系列にあたる財閥。
蘇芳院竜二（すおういん りゅうじ）
声：梶川翔平
更沙の兄である、インテリの極道。妹を愛しているが、その愛ゆえに妹に対しては厳しい。
蘇芳院更紗（すおういん さらさ）
声：北都南
竜二の妹で、ツインテールが特徴。悠一を兄のように慕い、結婚を望んでいる。

### 外部勢力
黄 明梅（ファン ミンメイ）
声：かわしまりの
テーマパーク 「マリンブルーパーク」の社長である女性。実はシンジゲートの代表者。
アメリア・カメリア
声：夏野こおり
アメリカギャングの凄腕のスナイパーである女性。片手にパペットを取り付けており、パペットを外されると性格が変わる。
アダムスキー
声：上川朱音
カメリアの左手についているピンクのパペット。

### その他
菅原文明（すがわら　ふみあき）
声：阿部大樹
悠一の友人。
若山登美（わかやま　とみ）
声：有栖川みや美
悠一の友人。悠一の幼馴染でもあるのだが、あまりいい扱いをされていない。
高倉賢佑(たかくら けんすけ)
声：逢坂良太
悠一の友人。
藤バァ
声：北都南
煙草屋の店主。悠一が父親の代わりに買いに行っていることが多いため、悠一とは顔なじみ。
杏（あんず）
声:桃井いちご
藤バァのかわりに煙草屋の看板娘を務める少女。
山城悟（やましろ さとる）
声：石田大佑
八百屋を営む男性。こわもてだが平和主義者で、暴力をふるうことはまれ。
鶴田宏（つるた　ひろし）
声:山本兼平
魚屋"魚政"の主人。こちらもがたいがよく、並みのチンピラ相手には強い。
秀（ひで）
声：背脂MAX
下っ端のヤクザ。
政（まさ）
声：中井草みやび
秀の弟分。